# جوليان سابلي
جوليان سابلي (بالفرنسية: Julien Sablé)‏ (مواليد 11 سبتمبر 1980 في مرسيليا - فرنسا) لاعب كرة قدم فرنسي يلعب حاليا لصالح نادي الدرجة الأولى نيس الفرنسي منذ 2009 في مركز الوسط المدافع .

## روابط خارجية
- جوليان سابلي على موقع الاتحاد الأوربي (الإنجليزية)
- جوليان سابلي على موقع رابطة كرة القدم الفرنسية للمحترفين (الإنجليزية)
- جوليان سابلي على موقع قاعدة بيانات كرة القدم.إي يو (الإنجليزية)
- جوليان سابلي على موقع ليكيب (الفرنسية)
- جوليان سابلي على موقع Soccerbase.com (لاعب) (الإنجليزية)
- جوليان سابلي على موقع Soccerway.com (الإنجليزية)
- جوليان سابلي على موقع AS.com (الإسبانية)